# František Bernard z Thurnu
František Bernard hrabě z Thurnu-Valsassiny (německy Franz Bernhard Graf von Thurn-Valsassina; únor 1592  – 24. října 1628 Strasburg/Brodnica) byl rakouský šlechtic a voják z rodu Thurnu-Valsassina, působil postupně v moravských, císařských a švédských službách v hodnosti generálmajora.

## Život
František Bernard z Thurnu-Valsassiny se narodil jako syn protestantského generála Jindřicha Matyáše z Thurnu, který v bitvě na Bílé hoře stál v čele moravského pluku. Thurna po prohře přemluvil generál Boucquoy, aby přešel na vítěznou stranu. Se zbývajícími 400 muži měl dobýt hrad Karlštejn, který obsadili Angličané. Rychle však opět změnil strany a nastoupil k markraběti Janu Jiřímu Krnovskému a bránil Kladsko. Po kapitulaci města dne 26. října 1622 se mohl stáhnout. V roce 1623 vedl kavalérii o síle 1 000 mužů pod velením vévody Kristiána Brunšvického. V prohrané bitvě u Stadtlohnu dne 6. srpna 1623 byl těžce raněn, ale z tohoto zranění se uzdravil.
V říjnu 1625 získal František Bernard od švédského krále Gustava Adolfa město Perno se zámkem.  V roce 1625 za švédskou strany bojoval vítězně také v Polsku proti Litevcům v Zemgalsku. V září 1626 poblíž Visly předstíral, že musí po pokusu o útok opustit redutu. Tajně nastražil minu, kterou vyhodil do povětří, když chtěli pevnůstku převzít Poláci. Říká se, že takto zneškodnil 400 mužů.
V roce 1627 s mnoha tisíci vojáky obléhal braniborský hrad Lochstedt. Spolu se švédským králem zaútočil na Poláky na Gdaňské Žulavě s asi 600 muži na lodích. Bitva byla vyhrána, ale František Bernard byl střelbou těžce zraněn v pravém boku a noze. Zemřel o rok později, k velké lítosti krále, který se s ním přátelil.

## Rodina
František Bernard byl ženatý s Magdalenou, rozenou hraběnkou Hardeckovou. Jeho synové se jmenovali Kristián a Jindřich Matyáš.